# Route 147 (Québec)
Pour les articles homonymes, voir Route 147.
La route 147 (R-147) est une route nationale québécoise d'orientation nord / sud située sur la rive sud du fleuve Saint-Laurent. Elle dessert la région administrative de l'Estrie.

## Tracé
La route 147 débute à la frontière américaine à Dixville, puis se dirige vers Coaticook en longeant la rivière du même nom. Plus au nord, elle traverse Compton avant de se terminer à Waterville à la jonction des routes 108 et 143.

## Frontière internationale

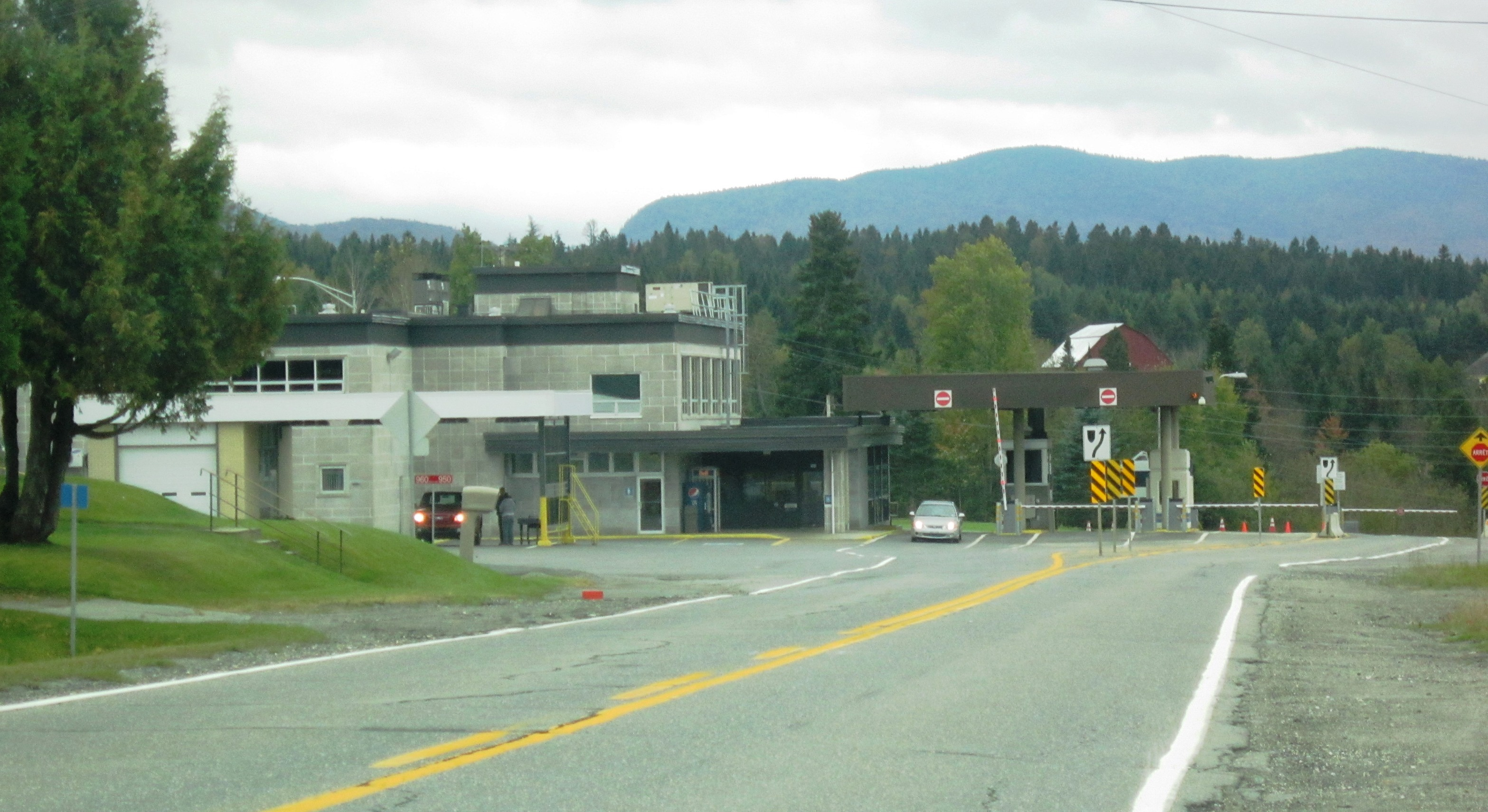
Le poste de frontière à Stanhope

À son extrémité sud, la route 147 permet de relier le Québec à l'État du Vermont, aux États-Unis. Au sud de la frontière, elle se poursuit comme Vermont Route 147 et permet de relier la route 114 du Vermont tout juste 200 m au sud de la frontière. La route entre au Vermont dans la municipalité de Norton, dans le comté d'Essex. Le poste frontalier est ouvert à l'année, 24/7, et ne compte qu'une seule voie d'entrée.

## Localités traversées (du sud au nord)
Liste des municipalités dont le territoire est traversé par la route 147, regroupées par municipalité régionale de comté.

### Estrie
Coaticook
- Dixville
- Coaticook
- Compton
- Waterville

## Intersections majeures
| MRC                     | Municipalité | km    | Destinations                                       | Notes                                                                                                 |
| ----------------------- | ------------ | ----- | -------------------------------------------------- | --- |
| Coaticook               | Dixville     | 0,00  | VT 147 – Brighton                                  | Continue au Vermont                                                                                   |
| Coaticook               | Coaticook    | 7,80  | R-141 sud – Saint-Herménégilde, East Hereford      | Terminus sud du multiplex avec la R-141; East Hereford indiqué en direction sud seulement             |
| Coaticook               | Coaticook    | 9,10  | R-206 est – Sainte-Edwidge-de-Clifton              | Terminus ouest de la R-206                                                                            |
| Coaticook               | Coaticook    | 9,40  | R-141 nord – Magog                                 | Terminus nord du multiplex avec la R-141                                                              |
| Coaticook               | Compton      | 17,30 | R-208 est – Martinville, Sainte-Edwidge-de-Clifton | Terminus sud du multiplex avec la R-208; Sainte-Edwidge-de-Clifton indiqué en direction sud seulement |
| Coaticook               | Compton      | 17,50 | R-208 ouest – Hatley                               | Terminus nord du multiplex avec la R-208                                                              |
| Coaticook               | Waterville   | 25,80 | R-108 / R-143 – Stanstead, Sherbrooke              | |
| - Terminus de multiplex |              |       |                                                    | |